# Tachyrhynchus lacteolus
Tachyrhynchus lacteolus är en snäckart som först beskrevs av Carpenter 1864.  Tachyrhynchus lacteolus ingår i släktet Tachyrhynchus och familjen tornsnäckor. Inga underarter finns listade i Catalogue of Life.